# Sailor (band)
Sailor was een Britse muziekgroep met grote successen in de jaren '70.

## Geschiedenis
De geschiedenis van Sailor werd in eerste instantie helemaal verzonnen. Het zou gaan om de voortzetting van de traditie van een zeemanscafé in Parijs, Le Matelot, waar Josephine Baker zou hebben opgetreden. Er werden allerlei feitjes bij bedacht om deze glamrockband in de schijnwerpers te krijgen. Dat lukte in het begin alleen in Nederland, waar Traffic Jam eind 1974 een redelijk grote hit werd. Daarna volgden er nog een paar andere, zoals A Glass of Champagne en Girls, Girls, Girls, dat als tune nog een tijd in Pearle commercials is gebruikt. De leden traden in het begin steevast op in typisch Britse matrozenpakjes en bespeelden een door leadzanger Georg Kajanus ontworpen en gebouwd apparaat: de nickelodeon, een soort muziekmeubel waarin twee rug-aan-rug geplaatste piano's, diverse synthesizers en een klokkenspel opgehangen waren. Henry Marsh en Phil Pickett bespeelden ieder aan een kant de toetsen. Het idee erachter was om tijdens liveoptredens hetzelfde geluid te reproduceren als op de plaat, maar tegelijk was het een uniek en herkenbaar concept. De muziek werd gekenmerkt door het pingelende pianospel, dat de uitgelaten sfeer van een cafébezoek suggereerde.
De meeste muziek en teksten waren van Kajanus. Zoals later zou blijken bij Culture Club had de band in Phil Pickett ook een goede componist, maar hij schikte zich in het concept van Kajanus.
De eerste singles en elpees hadden succes door het unieke melancholieke geluid, maar daarna verkochten ze een stuk minder. Dat werd mede veroorzaakt door het eenzijdige thema: diverse aspecten van het leven van zeelui.
Kajanus stapte na een paar jaar uit de band en Pickett nam de leiding over. Het typerende geluid werd ingewisseld voor een meer gangbare klank.
Na vijf albums stopte de band. Het einde werd versneld door de opkomst van punk, die weinig moest hebben van deze gekunstelde muziek, maar uiteindelijk heeft het eerst succesvolle concept de band ook de das om gedaan.
In de jaren '90 kwam Sailor in de originele bezetting nog één keer terug en scoorde met La Cumbia nog een aardige hit.
Na het uiteenvallen heeft de band in diverse samenstellingen reünieconcerten gegeven en kwamen dan in het Golden Oldie-circuit terecht. Nieuwe albums verschenen niet meer.

## Musici

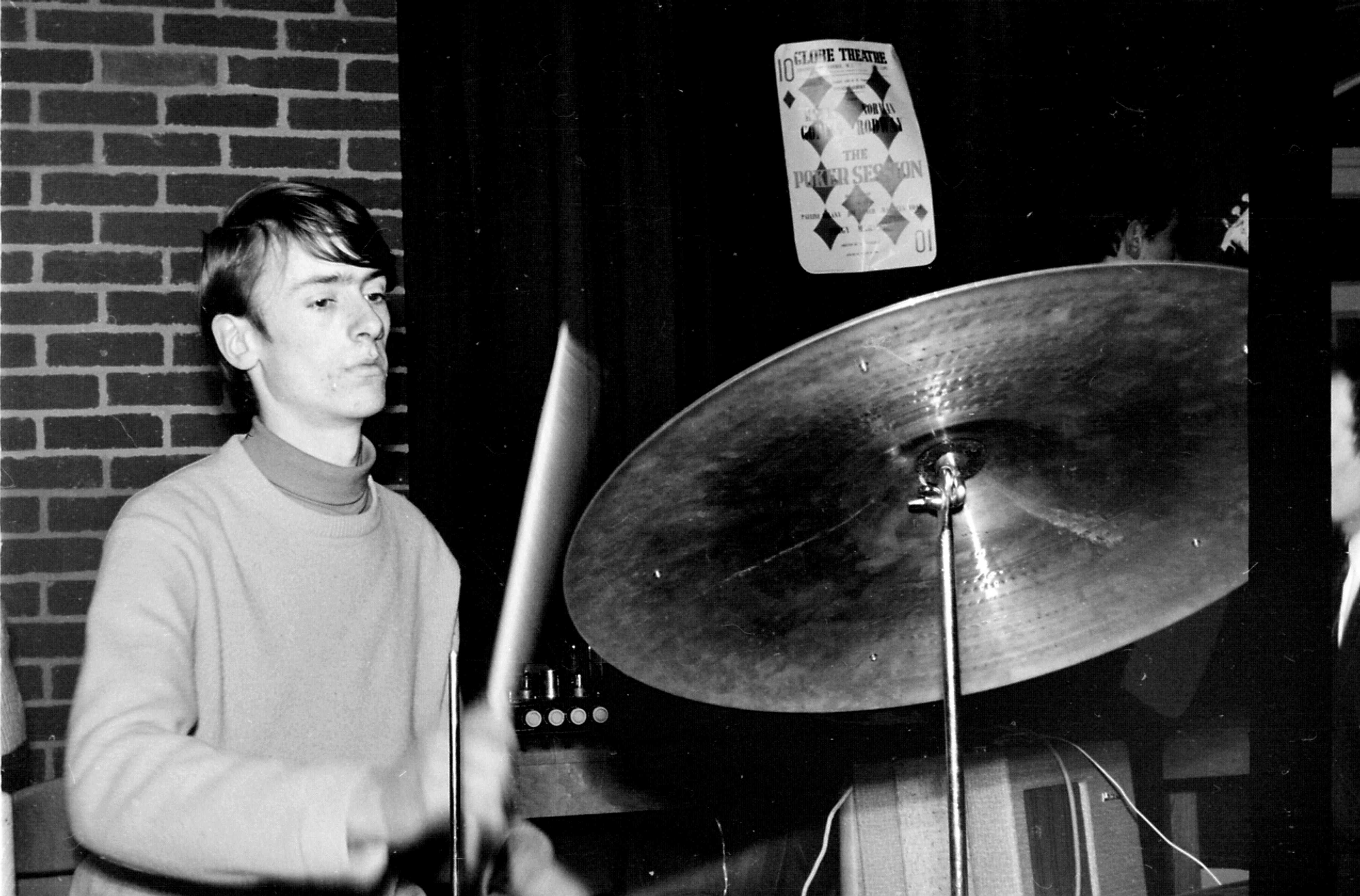
Grant Serpell

- Georg Kajanus, zang, gitaar, toetsinstrumenten
- Phil Pickett, idem
- Henry Marsh, toetsinstrumenten
- Grant Serpell, slagwerk

## Discografie

### Albums
| Album met eventuele hitnotering(en) in de Nederlandse Album Top 100 | Datum van verschijnen | Datum van binnenkomst | Hoogste positie | Aantal weken | Opmerkingen |
| ------------------------------------------------------------------- | --------------------- | --------------------- | --------------- | ------------ | ----------- |
| Sailor                                                              | 1974                  | 02-11-1974            | 1(5wk)          | 35           |             |
| Trouble                                                             | 1975                  | 20-12-1975            | 5               | 13           |             |
| The third step                                                      | 1976                  | -                     |                 |              |             |
| Checkpoint                                                          | 1977                  | -                     |                 |              |             |
| Hideaway                                                            | 1978                  | -                     |                 |              |             |
| Dressed for drowning                                                | 1980                  | -                     |                 |              |             |
| Sailor 1991                                                         | 1991                  | -                     |                 |              |             |
| Street Lamp                                                         | 1992                  | -                     |                 |              |             |
| Sailor Live in Berlin                                               | 1998                  | -                     |                 |              | Livealbum   |

### Singles
| Single met eventuele hitnotering(en) in de Nederlandse Top 40 | Datum van verschijnen | Datum van binnenkomst | Hoogste positie | Aantal weken | Opmerkingen                                                    |
| ------------------------------------------------------------- | --------------------- | --------------------- | --------------- | ------------ | -------------------------------------------------------------- |
| Traffic Jam                                                   | 1974                  | 09-11-1974            | 4               | 9            | #10 in Nationale Hitparade / Alarmschijf TROS Hilversum 3      |
| Sailor                                                        | 1975                  | 08-02-1975            | 2               | 10           | #2 in Nationale Hitparade / Alarmschijf TROS Hilversum 3       |
| Let's Go to Town                                              | 1975                  | 17-05-1975            | tip6            | -            |                                                                |
| Girls, Girls, Girls                                           | 1975                  | 20-12-1975            | 2               | 10           | #2 in Nationale Hitparade                                      |
| A Glass Of Champagne                                          | 1976                  | 08-05-1976            | 5               | 10           | #3 in Nationale Hitparade / AVRO's Radio en TV-Tip Hilversum 3 |
| La Cumbia                                                     | 1991                  | 06-07-1991            | 6               | 9            | #7 in Nationale Top 100 / Veronica Alarmschijf Radio 3         |

### Overige singles
- 1975: Blue Desert / Blame It on the Soft Spot
- 1975: Open up the Door
- 1975: The Old Nickelodeon Sound
- 1976: Stiletto Heals
- 1977: One Drink Too Many
- 1977: Down by the Docks
- 1977: Romance
- 1978: All I Need Is A Girl
- 1978: The Runaway
- 1978: Give Me Shakespeare
- 1978: Stay The Night
- 1978: Stranger in Paris
- 1980: Danger on the Titanic
- 1980: Don’t Send Flowers
- 1980: Hat Check Girl
- 1980: The Secretary
- 1991: Music
- 1991: Knock, knock
- 1991: Latino lover
- 1992: It Take Two To Tango
- 1992: Precious Form
- 2001: Estepona

### NPO Radio 2 Top 2000
| Nummers met noteringen in de NPO Radio 2 Top 2000 | '99  | '00  | '01  | '02  | '03  | '04  | '05  | '06  | '07 | '08  | '09  | '10  | '11  | '12  |
| ------------------------------------------------- | ---- | ---- | ---- | ---- | ---- | ---- | ---- | ---- | --- | ---- | ---- | ---- | ---- | ---- |
| Girls, Girls, Girls                               | 1394 | 1434 | 1655 | -    | -    | -    | -    | -    | -   | -    | -    | -    | -    | -    |
| Sailor                                            | 1421 | 1352 | 1439 | 1276 | 1319 | 1427 | 1486 | 1545 | -   | 1774 | 1578 | 1787 | 1966 | 1997 |
| Traffic Jam                                       | 1503 | -    | 1636 | 1769 | 1816 | 1734 | -    | -    | -   | -    | -    | -    | -    | -    |

1. ↑  Een '-' betekent dat het nummer niet was genoteerd en een vetgedrukt getal geeft de hoogste notering van een nummer aan.
2. ↑  Deze tabel is bijgewerkt tot en met de laatste editie (2024).

- Bibliothèque nationale de France: cb142599749 (data)
- Gemeinsame Normdatei: 10275613-2
- International Standard Name Identifier: 0000 0000 9155 1107
- Library of Congress Control Number: no97021554
- MusicBrainz: c219ec10-39c9-4ef9-9169-2d9bd01a1519
- Virtual International Authority File: 241911775